# جامعو المزادات
جامعوا المزادات يقصد بمصطلح "جامعوا المزادات"، مجموعة مواقع إلكترونية تستخدم برامج إلكترونية معينة تعمل على جمع معلومات عن السلع المعروضة في مواقع مزادات أخرى، ومن ثم تقوم بعمل مقارنة بين هذه المعلومات على موقعها الإلكتروني وقاعدة البيانات التابعة لها لتعرضها على شكل ملخص للمستهلك.
هذه البرامج المستخدمة في مواقع جامعي المزادات تسمى بـعناكب الشبكــة (Web Spiders)، كما يطلق عليها أحياناً مسمى زواحف الشبكة (Web Crawlers).

## مقدمة
ظهرت على شبكة الانترنت العديد من المواقع التي تهتم بـالتجارة الالكترونية بأفكار مختلفة، ومنها مواقع المــزاد الإلكتروني. في هذه المواقع يضع البائع البضاعة التي يرغب في بيعها مرفقاَ معها بعض المعلومات مثل المواصفات الفنية للسلعة، السعر، مدى جودتها وغيرها.ومن جهة أخرى فان المشتري يزور مثل هذه المواقع ليبحث عن البضاعة التي يرغب في شرائها.
بلا شك، أن هناك بعض الصعوبات التي تواجه المشتري عندما يبحث عن سلعة معينة، حيث يتطلب منه ذلك البحث عن المواقع المزادات التي تعرضها للبيع، ومن ثم المقارنة بين المعروضات من أجل الوصول إلى العرض الأنسب له والشروع في الشراء.
ومن أجل ذلك ظهر نوع من المواقع الإلكترونية والتي تسمى بـ ( جامعوا المزادات ) أو Auction Aggregators.

## أمثلة على مواقع جامعي المزادات
1- موقع AuctionWatch : يقدم هذا الموقع العديد من الخدمات منها : مراقبة وتتبع المزاد المعلن، البحث عن سلع في موقع eBay واتمام البيع بشكل الي.
2- موقع BidStream : والذي تم شراؤه من قبل OpenSite، يحتوي الموقع على أكثر من 300,000 مستخدم مشتركين في حوالي 150 مزاد في الشهر.

## عناكب الشبكة
عناكب الشبكة _ وكما يدل اسمها _ هي عبارة عن برامج تعمل على تجميع البيانات من آلاف مواقع البيع الإلكترونية. فهي تعمل على زيارة مجموعة من المواقع الإلكترونية وايجاد الروابط الموجودة فيها، ومن ثم تضيفها إلى مجموعة الروابط التي يتعين عليها زيارتها.
وخلال هذه العملية تقوم برامج عناكب الشبكة بتجمع البيانات الموجودة في تلك المواقع مثل السلع المعروضة للبيع في الموقع، السعر الحالي للسلعة وفترة المزاد المعلن. وتختلف نوعية البيانات المجموعة باختلاف طريقة برمجة العناكب، وان كانت تسعى بالدرجة الأولى إلى تجميع معلومات تختص بالأسعار.
باستخدام برامج عناكب الشبكة في مواقع جامعي المزادات، يبحث المستهلك عن السلع التي يرغب فيها، لتظهر له نتائج البحث وهي عباره عن ملخص يحتوي على روابط المواقع التي تعرض فيها هذه السلعة، والسعر المقدم في كل موقع.

## بعض القضايا المرتبطة بمواقع جامعوا المزادات
1. مواقع جامعوا المزادات ربما تلحق خسارة بمواقع البيع الإلكترونية، فمثلا، موقع إيباي ربما يخسر عدداَ من المشترين الذين وجدوا عروضاَ أخرى بأسعار أقل في مواقع أخرى بعد استخدامهم لمواقع جامعوا المزادات.
2. برامج عناكب الشبكة تستهلك نطاق ترددي عالي (Bandwidth) من أجل تجميع البيانات، وهذا يسبب ضغط كبير على خوادم مواقع البيع.
3. بعض برامج عناكب الشبكة تكون مبرمجة بطريقة غير احترافية أو مهنية مما يؤدي إلى تعطل الخوادم أحياناُ.
4. بعض برامج عناكب الشبكة التابعة لمواقع جامعي مزادات مختلفة تعمل على موقع البيع نفسه وفي الوقت نفسه مما يؤدي إلى بطء في التصفح أو تعطل الخادم أحيانا.